# 荻野茂二
荻野 茂二（おぎの しげじ、1899年9月26日 - 1991年）は、日本の経営者・アマチュア映画作家である。

## 生い立ち・経歴
1899年9月26日、栃木県で誕生した。東京・巣鴨で燃料店を経営して財をなした人物であり、少なくとも1928年から1984年にかけて、9.5mm・16mm・8mmフィルムによって映画を製作した。日本の個人映画製作の歴史は1923年の9.5mmパテーベビー輸入にはじまるものであり、荻野のキャリアはこの歴史とほぼ重なるものである。荻野は燃料店の経営を番頭らに任せ、本人は専ら小型映画製作に没頭していたという。那田尚史によれば、「有閑階級にのみ許された高踏的道楽」である小型映画作家のものとして、彼のふるまいは典型的なものであった。
コンクール初入選作品は、1928年の9.5mmフィルム映画『十和田湖』であり、第4回パテーベビー撮影大競技会3等1席を獲得した。荻野はこうした記録映画・紀行映画を多く製作しており、竜神ダム建設により湖底に沈んだ茨城県竜神渓谷を撮影した『秘境 亀ヶ淵』（1968年）や、東京都電車の敷設・撤去の両方を撮影した『都電60年の生涯』（1967年）といった、地域史・民衆史的な意義を持ちうる作品も残っている。和紙の製造過程を記録した1935年の『日本紙』、朝顔の成長過程をコマ撮りで撮影した1971年の『朝顔の神秘』は、それぞれエルモ・スリーサイズ映画コンテス ト第1部（9mm半）推薦作品、第1回日本を記録するフィルム・フェスティバル審査委員長賞受賞作品となっている。また、アニメーション映画の制作もしており、ブダペストで開かれた国際コンテストである「サン・テチアンヌ杯」において1935年の『PROPAGATE（開花）』『AN EXPRESSION（表現）』が1等、1934年の『RHYTHM（リズム）』が2等を獲得している。映画製作と並行して、『パテーシネ』『小型映画』といったアマチュア映画雑誌に映像制作を指南する文章を寄稿しており、『小型映画』においては希望する読者とともに撮影に同行し、創作方法を指南したりもしていた。戦後以降は「オギノ8ミリ教室」を主催しており、後進の育成につとめた。1991年没。
1992年、東京国立近代美術館フィルムセンターに荻野の遺作が寄贈されたことにより、彼は研究者の注目を集めることになった。それまで荻野の作品もふくめ、戦前の個人制作の小型映画作品は重要性をはっきり認識されず、日本プロレタリア映画同盟（プロキノ）といった一部の例外を除けばほとんど着目されていなかった。荻野の作品を通して、こうした「戦前のブルジョアジーの趣味としての小型映画」の実験性とクオリティの高さ、文化史的意義は再認識されることになった。